# Accident Prone
Singles de Status Quo
Again and Again
(1978) Whatever You Want
(1979)
Accident Prone est le 2e single issu de l'album de Status Quo, If You Can't Stand the Heat. Il sortit sur le label Vertigo Records et fut produit par Pip Williams

## Historique
Sorti le 17 novembre 1978, il fut enregistré dans les studios Wisselord à Hilversum aux Pays-Bas. Le titre de la face B, Let Me Fly est issu du même album. Ce titre est une composition de Pip Williams (également producteur de l'album) et de Peter Hutchins. Cette chanson mélange pop musique et disco et s'éloigne considérablement de la musique boogie rock qui est la marque de fabrique du groupe.
Ce single resta huit semaines classé dans les charts britanniques mais ne fera pas mieux que la 36e place.

## Liste des titres
- Face A : Accident Prone (Pip Williams / Hutchings) - 4:08
- Face B : Let Me Fly (Francis Rossi / Bernie Frost) - 4:20

## Musiciens du groupe
- Francis Rossi : chant, guitare solo
- Rick Parfitt : guitare rythmique.
- Alan Lancaster : basse.
- John Coghlan : batterie, percussions.

## Charts
| Date       | Chart            | durée du classement | Position |
| ---------- | ---------------- | ------------------- | -------- |
| 02/12/1978 | UK Singles Chart | 8 semaines          | 36e      |
| 19/02/1979 | Single Top 100   | 14 semaines         | 19e      |
| 20/01/1979 | Ultratop         | 4 semaines          | 15e      |
| 03/02/1979 | Mega Top 50      | 7 semaines          | 10e      |